# Арлеф
Арлеф (фр. Arleuf) насеље је и општина у источном делу централне Француске у региону Бургундија-Франш-Конте, у департману Нијевр која припада префектури Шато Шенон (град).
По подацима из 2011. године у општини је живело 824 становника, а густина насељености је износила 13,79 становника/km². Општина се простире на површини од 59,77 km². Налази се на средњој надморској висини од 629 метара (максималној 857 m, а минималној 402 m).

## Демографија
| 1962. | 1968. | 1975. | 1982. | 1990. | 1999. | 2011. |
| ----- | ----- | ----- | ----- | ----- | ----- | ----- |
| 1.158 | 1.166 | 1.019 | 864   | 863   | 800   | 824   |

График промене броја становника у току последњих година